# Шашечница горная
Шашечница горная (Melitaea arduinna) — вид дневных бабочек рода Шашечницы (Melitaea) семейства Нимфалиды (Nymphalidae). Происхождение латинского названия: Arduinna — горная. Название происходит от латинского arduum — круглая гора. Длина переднего крыла 18 — 23 мм. Размах крыльев 40 — 45 мм.

## Ареал

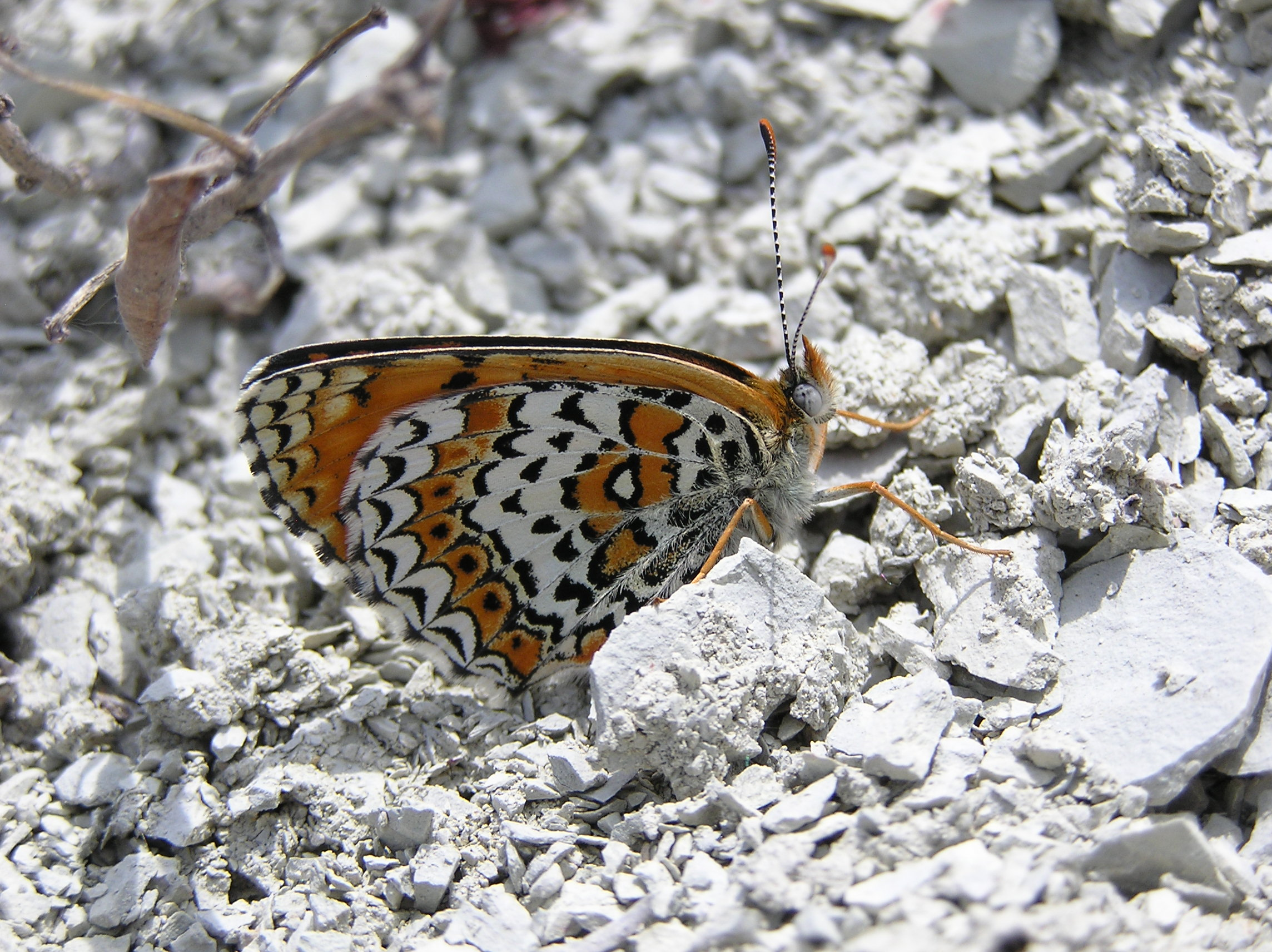
Нижняя сторона крыльев

Юг европейской части России, Юго-Восточная Украина, Казахстан, горы Центральной Азии, Афганистан, Республика Македония, Болгария, Румыния, Греция, Турция, Израиль, Сирия, Ирак, Иран, Закавказье, Азербайджан. Населяет каменистые, глинистые и меловые степи, а также остепненные южные склоны балок и холмов.

## Биология

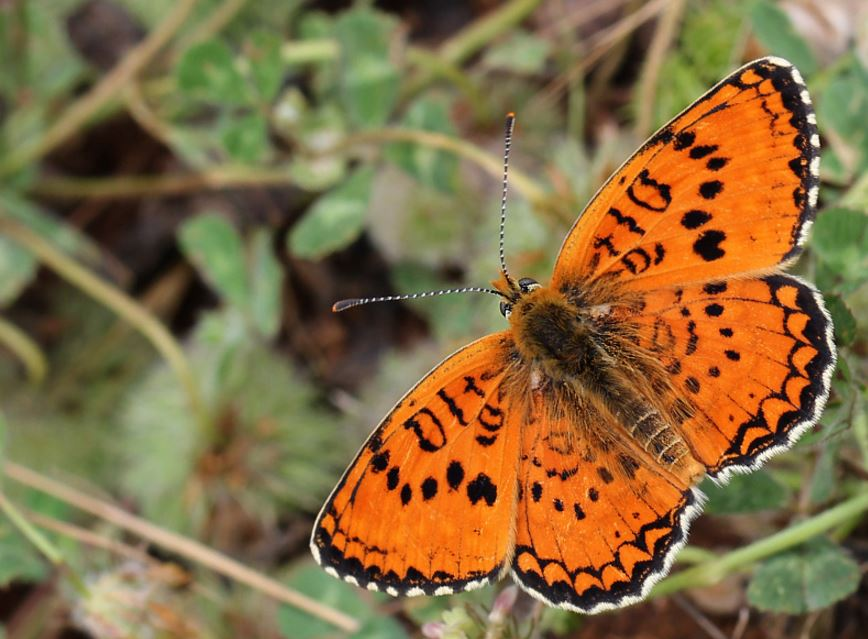
Самка

Развивается в год в одном поколении. Время лёта с середины мая по июнь. Иногда в августе появляется второе поколение. В Дагестане, на высоте 1000—1300 м, бабочки встречаются с середины мая до середины июня. Южнее, в Азербайджане, время лёта припадает с начала и до второй половины мая. Бабочки летают, преимущественно, по безветренным местам и питаются нектаром бобовых и сложноцветных растений. Самцы иногда образуют скопления на влажных берегах ручьев, около луж и т. п.

## Жизненный цикл
Самки откладывают яйца большими кладками по 100 и более штук. Гусеницы начиная с первого по четвёртый возраст живут в паутинных гнездах, построенных из шелковины. Питаются листьями семейства сложноцветных (Asteraceae), преимущественно васильков и псефеллюсов (Psephellus sp.). Среди кормовых растений также отмечена наголоватка меловая (Jurinea cretacea).
Гусеницы первых возрастов питаются мякотью листьев, оставляя одну из стенок нетронутой. По достижении третьего возраста гусеницы перестают питаться и закапываются в подстилку. Там они плетут индивидуальный кокон, в котором происходит линька на четвёртый возраст. Коконы часто располагаются группами. В таком состоянии происходит зимовка гусениц. После неё, на четвёртом и последующих возрастах, гусеницы живут одиночно или небольшими группами. По достижении последнего, седьмого возраста гусеницы достигают длины 26-28 мм. Куколки обычно на стеблях растений у поверхностью земли, либо под камнями.

## Подвиды
- Melitaea arduinna arduinna
- Melitaea arduinna uralensis Eversmann, 1844
- Melitaea arduinna rhodopensis Freyer, [1836]
- Melitaea arduinna kocaki Wagener & Gross, 1976
- Melitaea arduinna evanescens Staudinger, 1886